# Giorgio Rossano
Giorgio Rossano (20. březen 1939, Turín, Italské království – 13. únor 2016, Viareggio, Itálie) byl italský fotbalový záložník.

## Kariéra

### Klubová
Začal hrát v Pordenone. Po dobře odehrané sezoně se v roce 1959 připojil k Juventusu, se kterým debutoval v Serii A 20. března 1960 proti Laziu (2:0). V této sezoně získal double, když byl vítězství v lize tak i v poháru. Poté byl půjčen na rok do Bari se kterým sestoupil. Poté se vrátil do Juventusu, kde v jedné z nejhorších sezón v historii staré dámy (12. místo).
V létě 1962 se přestoupil do Milána, v rámci výměny když byl s Morou vyměněn za Salvadora. S Rossoneri vyhrál Pohár PMEZ (1962/63). V sezoně moc zápasů neodehrál a tak jej klub prodal do Varese. Jenže i tady neodehrál moc zápasů a po sezoně odešel do Palerma a kariéru ukončil v roce 1966 v Chieri

### Reprezentační
Za olympijskou reprezentaci na OH 1960 odehrál čtyři utkání ve kterých dal čtyři branky a obsadil 4. místo.

## Statistika

### Reprezentační

#### Statistika na velkých turnajích
| Reprezentace | Rok     | Zápasy             | Zápasy | Zápasy         | Zápasy           | Zápasy           | Zápasy   |
| Reprezentace | Rok     | Fáze turnaje       | Datum  | Soupeř         | Odehraných minut | Vstřelené branky | Výsledek |
| ------------ | ------- | ------------------ | ------ | -------------- | ---------------- | ---------------- | -------- |
| Itálie       | OH 1960 | 2 zápas ve skupině | 29. 8. | Velká Británie | 90               | 2                | 2:2      |
| Itálie       | OH 1960 | 3 zápas ve skupině | 1. 9.  | Brazílie       | 90               | 2                | 3:1      |
| Itálie       | OH 1960 | Semifinále         | 5. 9.  | Jugoslávie     | 120              | 0                | 1:1      |
| Itálie       | OH 1960 | O 3. místo         | 9. 9.  | Maďarsko       | 90               | 0                | 1:2      |

## Úspěchy

### Klubové

#### Národní
- vítěz italské ligy (1x)

Juventus: 1959/60
- vítěz 2. italské ligy (1x)

Varese: 1963/64
- vítěz italského poháru (1x)

Juventus: 1959/60

#### Kontinentální
- vítěz poháru PMEZ (1x)

Milán: 1962/63

### Reprezentační
- 1x na OH (1960)